# Les Bordes (Saône-et-Loire)
Les Bordes település Franciaországban, Saône-et-Loire megyében. Lakosainak száma 84 fő (2022. január 1.). Les Bordes Bragny-sur-Saône, Saunières és Verdun-Ciel községekkel határos.

## Népesség
A település népességének változása:
| Lakosok száma | 88   | 88   | 90   | 85   | 83   | 83   | 84   | 84   | 84   |
|               | 2013 | 2015 | 2016 | 2017 | 2018 | 2019 | 2020 | 2021 | 2022 |